# Edmund Waller
Edmund Waller   (Coleshill, 3 de març de 1606 - Beaconsfield, 21 d'octubre de 1687) fou un poeta anglès de la Restauració. Després d'assistir a Eton i la Universitat de Cambridge, entrà en política, on destacà pels seus discursos. La seva carrera, però, fou breu per un intent de complot contra el govern on acabà acusant diversos socis i hagué d'exiliar-se per evitar la pena de mort.
La seva obra destaca per l'experimentació mètrica, recuperant estrofes clàssiques com el dístic heroic, i l'allunyament del to metafísic dels seus contemporanis. Malgrat viure en ple període barroc, evità els ornaments excessius, fet que li proporcionà una popularitat en vida que va decaure amb el pas dels segles.